# Jevenstedt
Jevenstedt – miejscowość i gmina w Niemczech, w kraju związkowym Szlezwik-Holsztyn, w powiecie Rendsburg-Eckernförde, siedziba urzędu Jevenstedt.